# أرماند كارلسن
أرماند كارلسن (بالنرويجية: Armand Carlsen)‏ (و. 1905 – 1969 م) هو متزلج سريع، وراكب دراجة هوائية نرويجي، ولد في أوسلو، شارك في الألعاب الأولمبية الشتوية 1928، توفي عن عمر يناهز 64 عاماً.

## جوائز
حصل على جوائز منها:
- Egebergs Ærespris [الإنجليزية]‏ (1929).

## روابط خارجية
- أرماند كارلسن على موقع أرشيف الدراجات (الإنجليزية)
- أرماند كارلسن على موقع SpeedSkatingBase.eu (الإنجليزية)
- أرماند كارلسن على موقع SpeedSkatingNews.info (الإنجليزية)
- أرماند كارلسن على موقع SpeedSkatingStats.com (الإنجليزية)
- أرماند كارلسن على موقع اللجنة الأولمبية الدولية (الإنجليزية)
- أرماند كارلسن على موقع أوليمبيديا (الإنجليزية)